# Échelle de Norton
L'échelle de Norton est une échelle d'évaluation du risque d'escarre, créée en 1962 par Nora Norton, infirmière en Grande-Bretagne, et plutôt utilisée dans les services de gériatrie.  Elle n’a été validée que chez les plus de 65 ans et ne prend pas en compte le statut nutritionnel,,.

## Facteurs pris en compte
Cette échelle permet à l'équipe soignante d'évaluer le risque que le patient développe une escarre et facilite la communication entre les différents acteurs du soin ! On attribue un certain nombre de points à différents facteurs intrinsèques ou extrinsèques (le nombre de points attribué aux différents facteurs peut varier légèrement) :

### La condition physique
- mauvaise = 1
- pauvre = 2
- moyenne = 3
- bonne = 4

### La condition mentale
- stuporeux = 1
- confus = 2
- apathique = 3
- alerte = 4

### La mobilité
- immobile = 1
- très limitée = 2
- peu limitée = 3
- complète = 4

### L'incontinence
- fécale et urinaire = 1
- urinaire = 2
- occasionnelle = 3
- continent = 4

### L'activité
- couché = 1
- fauteuil = 2
- marche aidée = 3
- ambulant = 4

## Résultat
En additionnant les résultats on obtient une note sur 20, plus le résultat est faible, plus le risque d'escarre est important. Au-dessus de 16, le risque d'escarre est faible.
- Un score supérieur à 16 signifie que le risque d’escarre est faible.
- Un score entre 12 et 16 signifie que le risque d’escarre est moyen.
- Un score entre 5 et 12 signifie que le risque d’escarre est élevé.

L’interprétation du résultat peut varier légèrement.
Dans la plupart des cas, on interprète qu'un score inférieur ou égal à 14 signifie que le risque d'escarre est élevé.